# Kitreli, Niğde
Kitreli là một xã thuộc huyện Çiftlik, tỉnh Niğde, Thổ Nhĩ Kỳ. Dân số thời điểm năm 2011 là 1704 người.